# Dyslocosaurus polyonychius
Il dislocosauro (Dyslocosaurus polyonychius) è un dinosauro erbivoro appartenente ai sauropodi. I suoi resti sono stati ritrovati nel Wyoming (USA), in terreni di incerta datazione, attribuiti al Giurassico superiore (Kimmeridgiano, circa 150 milioni di anni fa) o al Cretaceo superiore (Maastrichtiano, circa 70 milioni di anni fa).

## Descrizione
Conosciuto principalmente grazie ai fossili di una zampa posteriore, questo dinosauro possedeva una caratteristica unica: la zampa possedeva almeno quattro (o forse cinque) artigli sulle dita, al contrario della maggior parte dei sauropodi che ne avevano solo tre. Le caratteristiche della zampa hanno portato gli studiosi a classificare Dyslocosaurus nel gruppo dei diplodocidi, anche se l'insolita presenza di ulteriori artigli impedisce una classificazione sicura. Di certo il dislocosauro era un grande erbivoro quadrupede, con collo e coda lunghi e dalle dimensioni imponenti: poteva raggiungere i 20 metri di lunghezza.

## Stratigrafia
I resti di questo dinosauro sono stati ritrovati in terreni di datazione incerta: è possibile che risalgano al Giurassico superiore o alla fine del Cretaceo. A causa della natura primitiva dei resti fossili rinvenuti, e anche per il fatto che nessun diplodocide è stato ritrovato in Nordamerica in strati del Cretaceo superiore, si ritiene comunemente che il dislocosauro sia vissuto nel Giurassico. Una specie simile a Dyslocosaurus potrebbe essere l'autore delle tracce note come Brontopodus birdi del Cretaceo inferiore, le quali mostrano anch'esse quattro artigli.
Nel 1998 Paul Sereno e Jeffrey A. Wilson hanno fornito un'interpretazione alternativa: l'esemplare proverrebbe dalla Lance Formation (Cretaceo superiore), ma potrebbe essere una chimera, con ossa della zampa di un titanosauro e le falangi artigliate di un teropode.
Lo stesso nome del genere Dyslocosaurus significa “lucertola di difficile collocazione”, con riferimento all'incerto orizzonte stratigrafico. Alcuni paleontologi hanno ipotizzato che questo animale fosse imparentato con i dicreosauridi.